# Eysteinn
Eystein (en vieux norrois : Eysteinn, en suédois : Östen, et en latin : Ostenus), également connu sous le nom de Øystein ou encore de Eustein, est un roi semi-légendaire de Suède (mort vers 600) appartenant à la dynastie des Ynglingar.
Il est le fils d'Eadgils et d'Yrsa de Saxe, et le père d'Ingvar le Grand (Yngvar Harra).

## Histoire
Le tumulus d'Eysteinn (Östens hög), dans Västerås près d'Östanbro, a été associé au roi Eysteinn par des historiens. Le terme Hög est dérivé du mot en vieux norrois haugr qui signifie monticule ou tumulus.
Eysteinn régna en Suède au moment où Hrólfr Kraki décéda à Lejre (Danemark, au centre de l'île de Seeland). C'était une époque troublée où de nombreux rois des mers ravageaient les rives suédoises. 
L'un de ces rois, nommé Sölve, venait du Jutland (mais selon Historia Norwegiae, il appartenait aux tribus des Goths de Scandinavie). À ce moment, Sölve pillait dans la Mer Baltique. Il arriva à Lofönd (probablement l'île de Lovön ou l'hundred de Lagunda), où Eysteinn était à un banquet. Sölve et ses hommes encerclèrent la maison et y mirent le feu, brûlant tout le monde à l'intérieur de la mort. Puis Sölve arriva à Sigtuna (Ancien Sigtuna) et ordonna aux Suédois de l'accepter comme roi. Les Suédois refusèrent et rassemblèrent une armée qui combattit contre Sölve et ses hommes, mais ils perdirent ce combat après onze jours. Les Suédois durent l'accepter comme roi jusqu'à ce qu'ils finissent par se rebeller et le tuer.

### Selon l'Ynglingatal
Selon la strophe de l'Ynglingatal de Thjódólf des Hvínir :
| Veit ek Eysteins enda fólginn lokins lífs á Lofundi; ok sikling með Svíum kváðu Jótska menn inni brenna. | Pendant longtemps, nul ne pouvait dire Comment Eystein était mort - mais maintenant je sais Qu'à Lofönd le héros tomba ; La branche d'Odin a été jeté bas, A été brûlée par les hommes de Sölve (venant) du Jutland. |

### Historia Norwegiæ
L’Historia Norwegiæ présente un résumé en latin de l'Ynglingatal, source plus tardive que la citation de Snorri (continuant avec Eadgils, appelé Adils ou Athisl).
La Thorsteins saga Víkingssonar fait d'Eysteinn le père d'Anund et le grand-père d'Ingjald et, par conséquent, saute la génération d'Ingvar. Le texte ajoute un deuxième fils à Eysteinn appelé Olaf, qui fut le roi de Fjordane en Norvège.

## Famille

### Mariage et enfants
D'une union avec une femme inconnue, il eut :
- Ingvar le Grand ;
- Olaf.

### Sources
- B. Nerman, Det Svenska Rikets Uppkomst, Generalstab, 1925 (lire en ligne).